# Proseanîkivka, Kobeleakî
Proseanîkivka (în ucraineană Просяниківка) este un sat în comuna Svitlohirske din raionul Kobeleakî, regiunea Poltava, Ucraina.

## Demografie
Componența lingvistică a localității Proseanîkivka
     Ucraineană (94,09%)
     Rusă (5,12%)
     Alte limbi (0,79%)
Conform recensământului din 2001, majoritatea populației localității Proseanîkivka era vorbitoare de ucraineană (94,09%), existând în minoritate și vorbitori de rusă (5,12%).